# Tobias Carvalho
Tobias Augusto Jung de Carvalho (Porto Alegre, 3 de outubro de 1995) é um escritor brasileiro. 

## Biografia

### Formação acadêmica
Graduou-se em Relações Internacionais pela Universidade Federal do Rio Grande do Sul (UFRGS) em 2019.

### Vida pessoal
Tobias Carvalho conta que, na infância, os livros nas estantes das bibliotecas da madrinha e da avó despertaram o seu interesse pela literatura. O seu primeiro sonho era ser escritor, mas sempre achou que só conseguiria viver da profissão quando estivesse aposentado, aos 60 anos. Aos 17 anos de idade, começou a fazer oficinas de escrita criativa e a escrever ficção; diz que foi aí que começou a trocar as suas referências literárias, que eram principalmente de autores estrangeiros (Jonathan Franzen, David Foster Wallace, Haruki Murakami), por brasileiros (Antônio Xerxenesky, Joca Reiners Terron, Juliana Leite, Gustavo Pacheco, Bernardo Carvalho).
O escritor declara que foi nas oficinas de escrita criativa que adquiriu a disciplina para começar a redigir os contos que levaram a criação do seu primeiro livro As Coisas, do qual o conto mais antigo foi escrito em 2014, e o mais recente em 2018. No início de 2017, ele decidiu que usaria o prazo de inscrição no Prêmio Sesc 2018 para concluir a obra, e que tentaria publicá-la, mesmo que não obtivesse o prêmio. Todavia, para sua surpresa, e em sua primeira participação no concurso, ele conquistou o primeiro lugar na categoria Contos. O livro teve os direitos de publicação adquiridos pela Editora Record, sendo lançado neste mesmo ano com uma tiragem inicial de 2 mil exemplares.
O livro de estreia, que aborda de forma espontânea, realista e não militante a realidade homoafetiva, também permitiu ao autor esclarecer a sua orientação sexual para pessoas próximas. "Meu avô, por exemplo, não sabia que eu era gay até meu primeiro livro sair", diz Tobias Carvalho.

### Premiações
Em 2018, ganhou o Prêmio Sesc de Literatura por seu livro de contos, As coisas, publicado pela Editora Record. No mesmo ano foi finalista do Prêmio Açorianos de Literatura na categoria contos. Publicou pela editora Todavia seu segundo livro em 2021, e com ele foi vencedor do Prêmio Açorianos nas categorias Conto e Livro do Ano.

## Obras

### Livros
- 2018 - As coisas - contos, Editora Record
- 2021 - Visão noturna - contos, Todavia
- 2023 - Quarto aberto - romance, Cia. Letras